# Miłoszyce
Miłoszyce – wieś w Polsce położona w województwie dolnośląskim, w powiecie oławskim, w gminie Jelcz-Laskowice.

## Podział administracyjny
W latach 1946–1975 oraz 1975–1998 miejscowość administracyjnie należała do województwa wrocławskiego. Znajduje się tu stacja kolejowa Jelcz Miłoszyce.

## Demografia
Według Narodowego Spisu Powszechnego (2011) liczyły 1418 mieszkańców. Są drugą pod względem wielkości miejscowością gminy Jelcz-Laskowice.

## Nazwa
Pierwsza wzmianka o miejscowości w formie Olezci pochodzi z dokumentu z 1245 roku. Nazwa była później notowana także w formach Olesche … alio nomine Mileschiti (ok. 1300), Melaschitz (1333), Myleschicz (1336), Melaschicz (1337), Melashicz (1337), Meleschitz (1360), Miloschicz (1444), Mileschitz (1638), Mieleschitz (1651-52), Meleschwitz (1743), Meleschwitz (1795), Meleschwitz (1845), Olesie – Meleschwitz (1896), Fünfteichen, Miłaszowice (1941), Fünfteichen – Miłoszyce, -yc, miłoszycki (1946).
Pierwotnie wieś nosiła nazwę Oleszycy lub Olesze, które to formy utworzone zostały od nazwy osobowej Olesz, będącej skróceniem od imienia Aleksander. Od XIV wieku poświadczona jest nazwa Mileszycy lub Miłoszycy, wywodząca się od nazw osobowych Milesz lub Miłosz. Do języka niemieckiego nazwa została zaadaptowana w formie Meleschwitz. W 1937 roku władze hitlerowskie przemianowały wieś na Fünfteichen. Współczesna polska nazwa obowiązuje od 16 grudnia 1946 roku.

## Historia

### Od wieku XIII do XVIII
Miejscowość wzmiankowana po raz pierwszy 9 sierpnia 1245 w dokumencie papieża Innocentego IV, w którym potwierdza on stan posiadania biskupstwa wrocławskiego, w tym wieś Oleszycy (Olezci). Pod nazwami Olesze oraz Mileszycy (Olesche … alio nomine Mileschiti) wieś pojawia się około 1300 r. w Liber fundationis episcopatus Vratislaviensis. W 1337 roku król Jan czeski zatwierdza Thammowi von Stertza wszystkie prawa do Miłoszyc, których udzielił mu wcześniej książę Henryk VI. Kościół parafialny wymieniony po raz pierwszy w akcie notarialnym wystawionym w Oleśnicy w 1399 roku. Obecny, barokowy zbudowany został w latach 1714–1715.

### Okres Królestwa Prus
W 1742 r. Śląsk został zawojowany przez Królestwo Prus, miejscowość stała się jego częścią. Miłoszyce są wsią o pierwszych wzmiankach w XIII w. Do 1810 r. stanowiła własność biskupów wrocławskich, kiedy znajdujący się tu folwark klasztorny oraz związane z nim dobra przejęło państwo.
Mniej więcej w tym okresie wieś liczyła około 60 domów zasiedlonych przez blisko 380 mieszkańców. Oprócz katolickiego kościoła i szkoły mieściła się tu karczma. Działał kowal i rzeźnik. W połowie XIX wieku wzmiankowany jest ponadto pałac. Rozwijał się handel oraz hodowla owiec. Systematycznie, acz niezbyt szybko wzrastała liczba domów i mieszkańców.
Związana układem komunikacyjnym ze starą drogą z Laskowic do Wrocławia, w stosunku do innych miejscowości (być może jako siedziba parafii katolickiej) zajmowała miejsce centralne. Świadczy o tym promienisty układ rozchodzących się z niej dróg. Najstarsza część wsi ma formę owalnicy, której środek zajmuje kompleks stawów. Po jego bokach biegną dwie drogi zbiegające się na początku i końcu. Zapewne od najdawniejszych czasów pionową dominantę wsi stanowił kościół parafialny, akcentujący zarazem jej oś podłużną, wyznaczoną przez zespół stawów. Zgodnie ze starą tradycją tworzył on układ sprzężony z położonym obok, po stronie wschodniej folwarkiem i domem jego właściciela.
Spora część wsi, zwłaszcza po stronie północno-zachodniej zachowała pierwotny szczytowy, częściowo zwarty charakter zabudowy, oraz podział działek rolnych. Po przeciwległej stronie południowo-wschodniej, w której przeważają budynki późniejsze, z początków XX w. występuje układ luźny, mieszany. Zapewne już w I połowie XIX w. wieś zaczęła się także rozrastać wzdłuż drogi Laskowice-Wrocław, przecinającej jej północno-wschodni kraniec. Wytyczono drogę w kierunku północno-wschodnim do Dziupliny, gdzie powstała kolonia Miłoszyce Małe.
Prawdopodobnie około 1830 r. przy drodze do Laskowic założony został cmentarz. Na przeciwległym krańcu wsi, w związku z wybudowaną w 1868 r. Koleją Prawego Brzegu Odry, wzniesiono budynek stacyjny, połączony ze wsią odcinkiem dawnej drogi do Łęgu, obsadzonym starymi lipami i akacjami. U południowo-zachodniego wylotu głównej drogi miejskiej, w pobliżu znajdującego się tam stawu, wzniesiony został na początku XX w. niewielki szpital bonifratrów (dzisiaj dom zakonny elżbietanek).

### Okres 1871–1945
W 1876 roku znajdujący się we wsi majątek ziemski należał do Ferdynanda Wandrepa, w 1905 roku do wdowy Marty Langhans z domu Kroschel. Około 1917 roku ulega on parcelacji. Do czasów II wojny światowej wzmiankowane są tu dwie niewielkie posiadłości: dobra klasztorne szpitala bonifratrów, dom zakonu elżbietanek i resztówka dóbr rycerskich. Działała szkoła ludowa i świetlica wiejska. Miłoszyce zachowały długo polski charakter, a w miejscowej parafii odprawiano msze w języku polskim do 1845 r.
W latach 1900–1909 wybudowano we wsi stację kolejową i linię normalnotorową łączącą Opole z Wrocławiem Głównym. w latach późniejszych dobudowano odgałęzienie tej linii z Miłoszyc do Wrocławia Nadodrze. W czasie działań wojennych w 1945 r. zniszczony został most na Odrze za Czernicą Wrocławską i aż do lat 50. XX w. linia do Wrocławia Głównego nie funkcjonowała. Ruch kolejowy wznowiono 6 sierpnia 1945 r. na linii Opole – Miłoszyce – Wrocław Nadodrze.
W okresie dwudziestolecia międzywojennego XX w. nastąpił rozrost wsi wzdłuż dróg w części południowo-wschodniej i powstało po drugiej stronie torów kolejowych osiedle domków jednorodzinnych (niem. „Siedlung”), dzisiejsze ul. Długa i Ratowicka.

#### FiliaGroß-Rosen

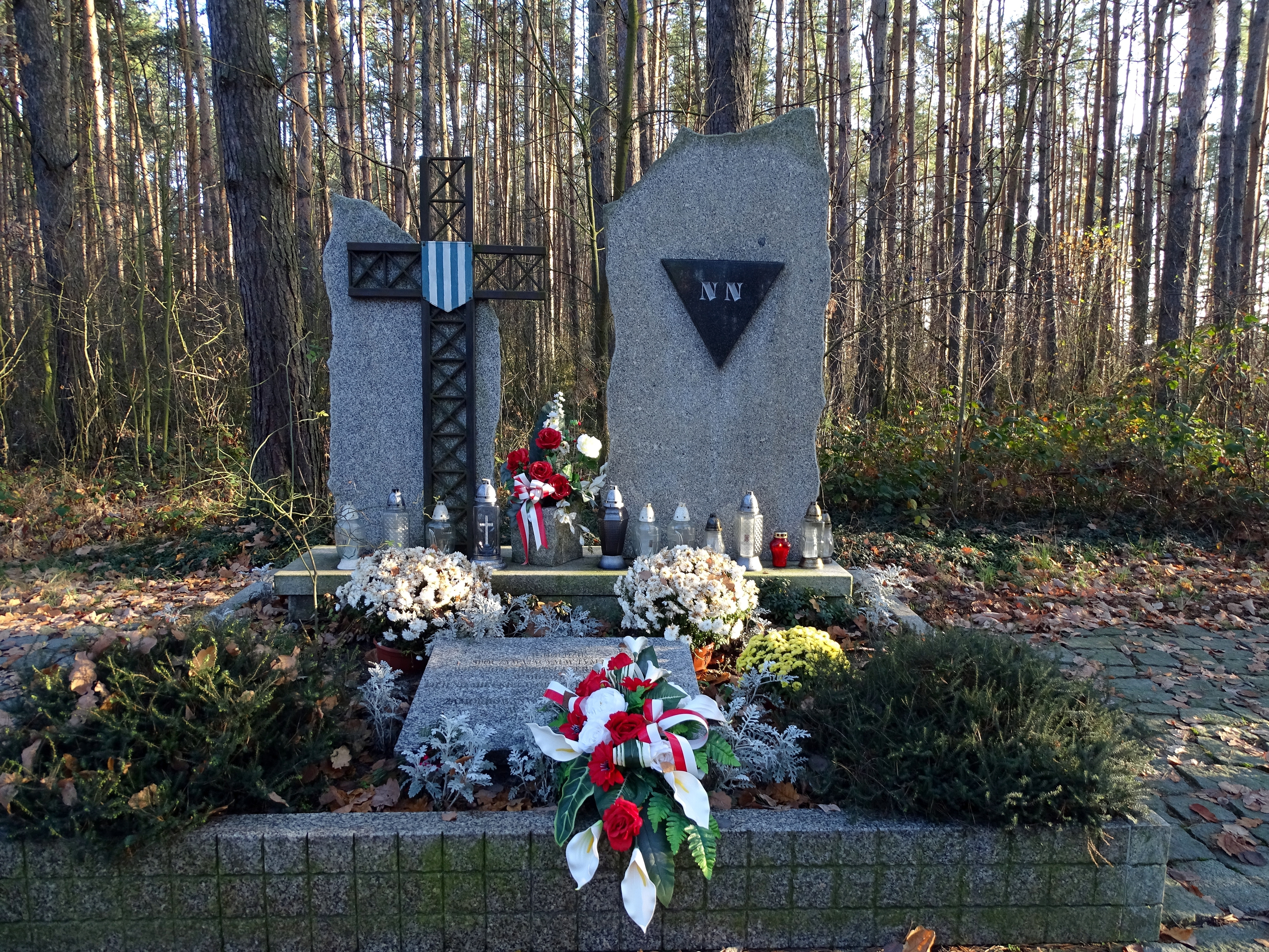
Pomnik na grobie więźniów niemieckiego obozu pracy w Miłoszycach (filia KL Gross- Rosen). Miłoszyce.

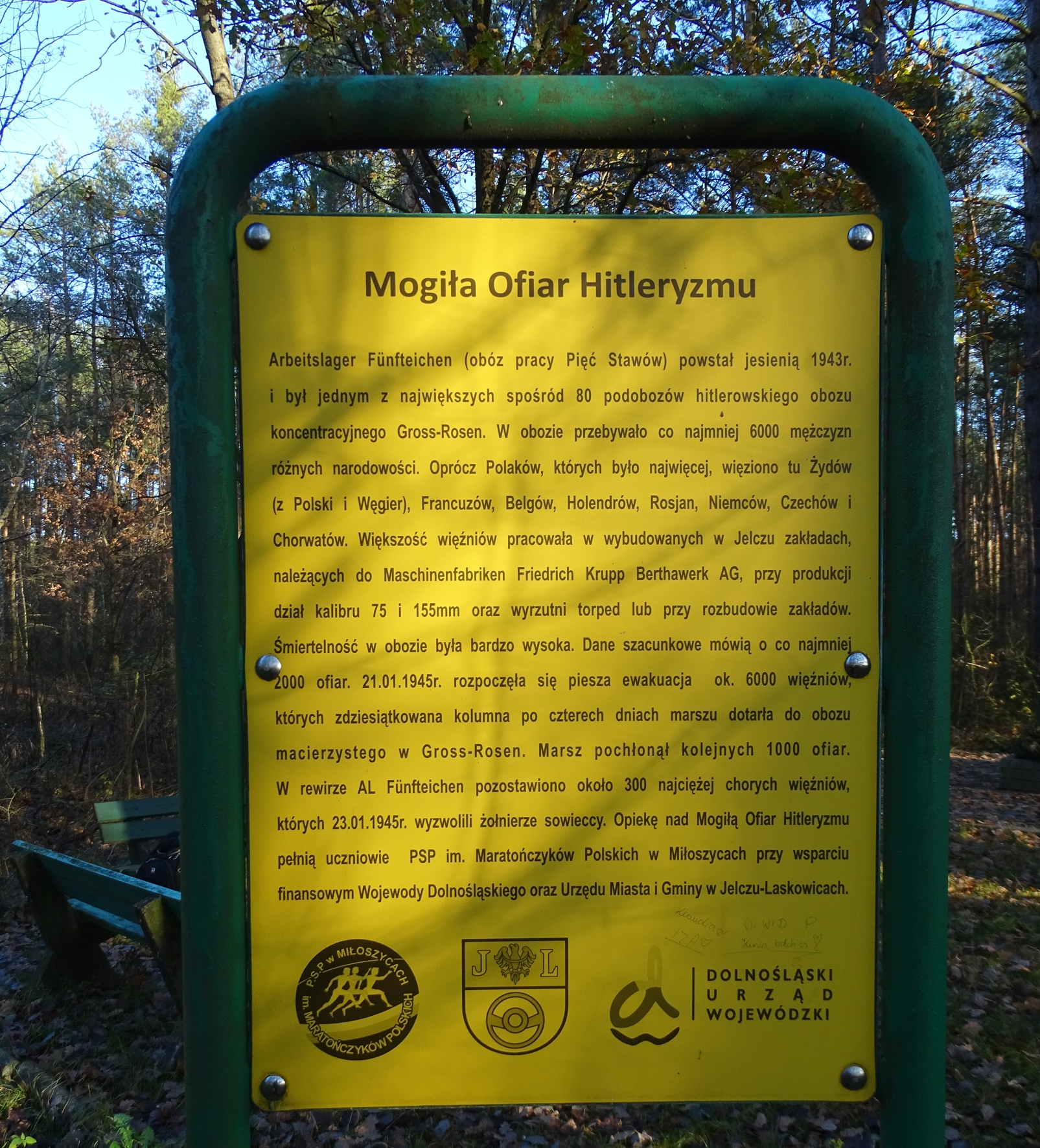
Tablica informacyjna nt. niemieckiego obozu pracy w Miłoszycach (filia KL Gross- Rosen) koło mogiły więźniów tego obozu. Miłoszyce.

Podczas II wojny światowej dla potrzeb budowy i prowadzenia produkcji nowej fabryki zbrojeniowej Kruppa „Berthawerke”, Niemcy wybudowali na skraju wsi obóz pracy przymusowej i niewolniczej Arbeitslager Fünfteichen (podobóz męski) dla wziętych do niewoli Polaków, Żydów, Rosjan i innych narodowości. Założony 15 października 1943, a zlikwidowany 21 stycznia 1945. Tegoż dnia zwołano w obozie ostatni apel więźniów. Rozdano po kawałku chleba oraz kiełbasy i zmuszono 6 tysięcy więźniów do wymarszu do obozu Groß-Rosen. W trakcie tzw. Marszu śmierci Fünfteichen – GGroß-Rosen Niemcy zamordowali około 2 tysięcy więźniów. Oprócz tego w obozie pozostało 800 więźniów, którzy byli w szpitalu. Część z tych osób zmarła i została pochowana w sąsiednim lasku, resztę oswobodzili żołnierze sowieccy. Obóz został zajęty przez Armię Radziecką 23.01.1945. W lasku opodal byłego obozu znajduje się masowy grób jego więźniów, zamęczonych przez okres funkcjonowania obozu. Miejsce to upamiętnia dzisiaj wybudowany w latach 70 XX w. skromny pomnik z płytą pamiątkową. Wcześniej pomnik ku czci zamęczonych w Arbeitslager Fünfteichen więźniów wybudowała na początku lat 50 XX w. miłoszycka młodzież szkolna pod kierownictwem miejscowego proboszcza. Istnieje on do dzisiaj, znany jako „Grota” w sąsiedztwie miejscowej plebanii kościoła rzymskokatolickiego. Elementem symbolizującym losy tych więźniów jest wbudowana w „Grotę” krata wykonana z prętów stalowych pozyskanych z ruin obozu. W fundamentach tej budowli zamurowano listę budowniczych.

### OkresPolski Ludowej

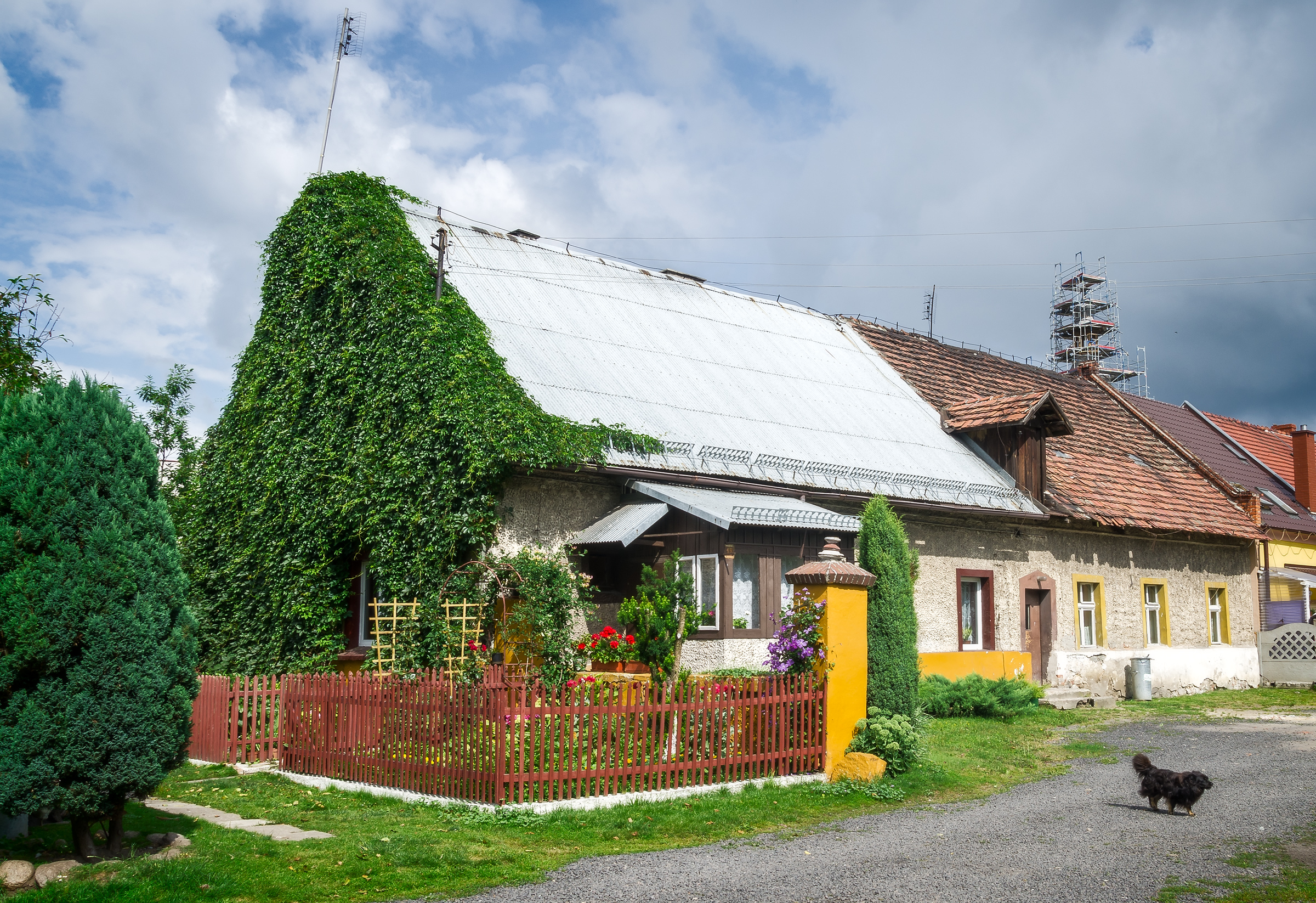
Zabudowa mieszkalna wsi

Sowieci rozpoczęli zagospodarowywanie terenu nieznacznie zniszczonej fabryki „Berthawerke” Kruppa. Od tej pory aż do końca I kwartału 1947 trwał demontaż i wywózka maszyn oraz kompletnych linii produkcyjnych do ZSRR (prawdopodobnie w okolice Smoleńska). Według informacji ówczesnej polskiej obsługi stacji PKP w Laskowicach Oławskich, teren fabryki opuściło ponad 160 składów (transportów) kolejowych z jej wyposażeniem. Na Wigilię 1945 r. na stacji PKP w Miłoszycach miał miejsce głośny wypadek, kiedy powracający do domów z wojny pasażerowie jadący na dachach wagonów zostali zmieceni przez konstrukcję nadziemnego przejścia stacyjnego. Kilkanaście osób wtedy zginęło a wiele odniosło ciężkie rany. Dla ochrony polskich osadników przed panoszącymi się żołnierzami Armii Czerwonej w pierwszej połowie 1946 r. w miejscowym folwarku Braci Bonifratrów skoszarowano jednostkę Korpusu Bezpieczeństwa Wewnętrznego. Do roku 1948 funkcjonował również sowiecki obóz dla jeńców niemieckich (więzienie NKGB, MGB) w barakach po byłym niemieckim obozie pracy (Arbeitslager Fünfteichen). Po przejęciu budynków fabryki przez polską administrację w II połowie 1947 roku, na jej terenie zainstalowały się trzy polskie przedsiębiorstwa handlowe, które prowadziły swoją działalność do czasu utworzenia Jelczańskich Zakładów Samochodowych w Jelczu. Na zapleczu kościoła, w poprzek osi podłużnej wsi, wzniesiono nowoczesny budynek szkolny. Domy we wsi są murowane, w ogromnej większości parterowe, prostokątne z wysokimi dwuspadowymi dachami. Dominantę pionową stanowi kościół z wysoką wieżą oraz położony w jego pobliżu dwór folwarczny. Luki w starszej zabudowie mieszkalnej uzupełniają w tej chwili domki jednorodzinne i dwa powstające duże osiedla mieszkalne: jedno przy wyjeździe na Wrocław tzw. „Przylesie” i drugie „Słoneczne” w okolicy cmentarza w stronę Jelcza-Laskowic.
W środkowej części wsi zachował się rząd starych lip, rosnących wzdłuż drogi głównej. Rosną one także przy początkowym odcinku drogi do Laskowic. Droga do Dziupliny wysadzana jest jednostronnie topolami i wierzbami.
Na ulicy Polnej, przed domem zakonnym sióstr elżbietanek zachowała się nawierzchnia z granitowej kostki.

## Zabytki

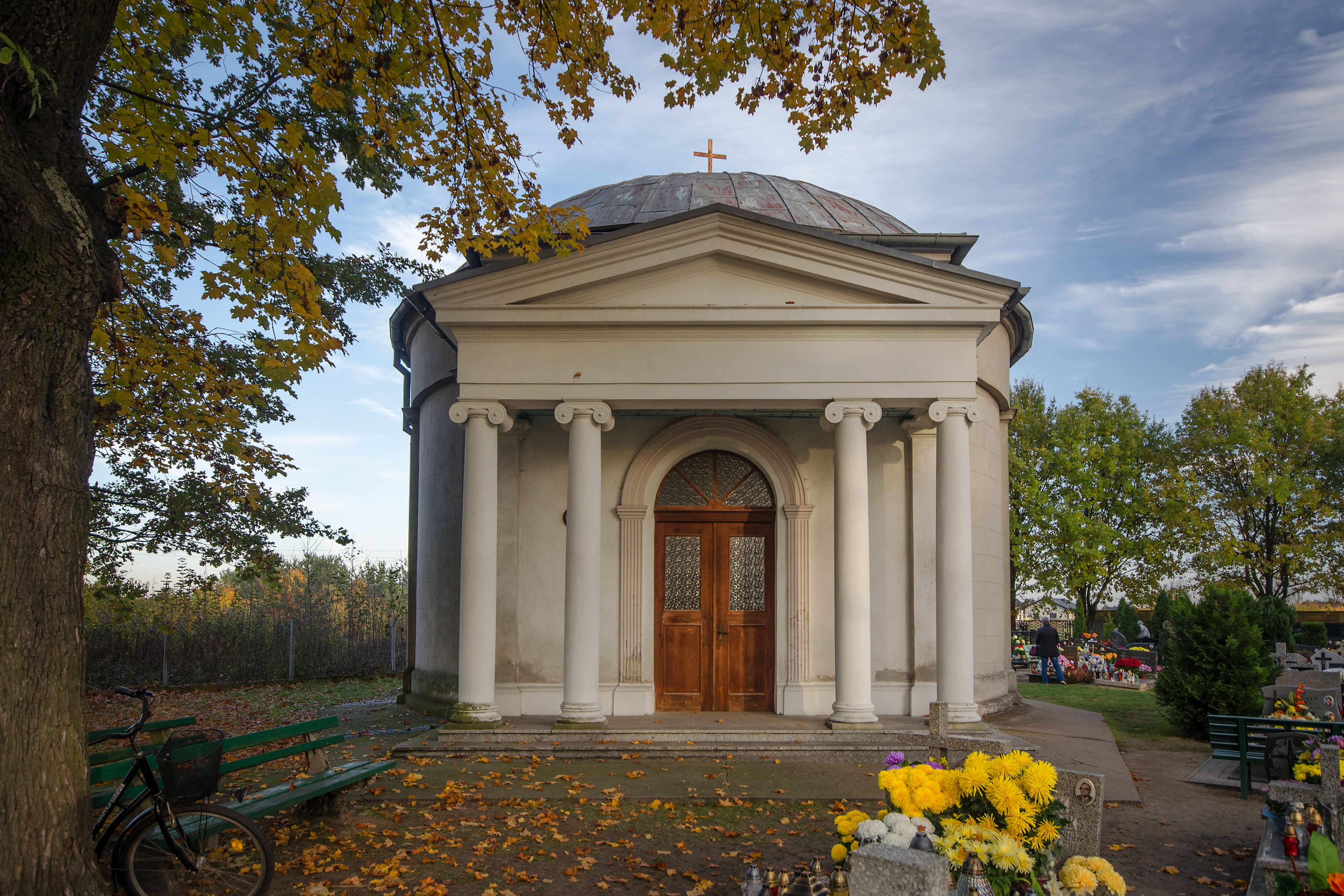
Kaplica grobowa „Panteon” - zbudowana została ok. 1920 r. dla uczczenia mieszkańców poległych w czasie I wojny światowej.

Do wojewódzkiego rejestru zabytków wpisane są:
- kościół parafialny pw. św. Mikołaja Biskupa, z lat 1714–1716, lat 1905–1909; w latach 60. i 70. XX wieku rozebrano zabytkowy mur otaczający kościół
  - cmentarz przy kościele (nieczynny), z pierwszej połowy XVIII w.; kościół otoczony jest starym cmentarzem na którym rosną dęby i lipy. Zachował się tu grobowiec von Sauermów, kamienne rzeźby z końca XIX w. oraz piaskowcowa Madonna z Dzieciątkiem z końca XIV w.
- cmentarz katolicki, z 1830 r.; nowszy cmentarz położony za wsią, zdobią kamienne grupy rzeźbiarskie z końca XIX w. również porośnięty jest starymi lipami i klonami:
  - kaplica grobowa „Panteon”
  - kaplica przedpogrzebowa
- Dwór w Miłoszycach, z 1880 r., lat 1910–1915

## Piłka nożna
Polonia Miłoszyce (pełna nazwa LKS „Polonia” Miłoszyce) – klub piłkarski grający aktualnie w Klasie A (6. liga). Klub został założony w roku 1953, pierwszy mecz rozegrano w roku 1954. Polonia wygrała wtedy 11:0 z Dziupliną. Nazwa „Polonia” wzięła się od Polonii Bytom, która wtedy odnosiła największe sukcesy.
W roku 2001 „Polonia” awansowała do Ligi Okręgowej (5. liga), lecz nie utrzymała się tam nawet przez jeden sezon. W 2007 roku, drużyna z Miłoszyc była bliska drugiego awansu do 5. ligi, lecz przegrała w decydującym meczu z drużyną z Wiązowa 1:3. Od sezonu 2002/2003 zespół rywalizuje w A-klasie. Do końca sezonu 2006/2007 była to grupa Wrocław II, a od sezonu 2007/2008 jest to grupa Wrocław III.